# Kanal Ren-Majna-Donava
Kanal Ren–Majna–Donava (nemško Rhein-Main-Donau-Kanal, imenovan tudi Kanal Majna–Donava, RMD-kanal ali Evropski kanal) na Bavarskem v Nemčiji povezuje reki Majno in Donavo z evropskimi vodotoki in teče od Bamberga prek Nürnberga do Kelheima. Kanal povezuje Severno morje in Atlantski ocean s Črnim morjem, kar zagotavlja plovno pot med delto Rena (pri Rotterdamu na Nizozemskem) in delto Donave v jugovzhodni Romuniji ter na jugozahodu Ukrajine (Konstanca, prek kanala Donava–Črno morje). Sedanji kanal je bil končan leta 1992 in je dolg 171 km.

## Zgodovina
Projekti za povezavo Donave in Renskega bazena s kanalom imajo dolgo zgodovino. Leta 793 je cesar Karel Veliki ukazal gradnjo kanala Fossa Carolina ali Karlsgraben za povezavo Švabskega Rezata, pritok reke Rednitz, in Altmühla blizu Treuchtlingna. Med letoma 1836 in 1846 je bil zgrajen Ludvikov kanal (Ludwigskanal), imenovan po kralju Ludviku I. Bavarskem med Bambergom in Kelheimom. Ta kanal je bil ozek z veliko zapornicami in pomanjkanjem vode v zgornjem delu, tako da je delovanje poti kmalu postalo nedonosno, zlasti glede na hitro napredujočo gradnjo železniškega omrežja v južnem nemškem podeželju. Kanal je bil dokončno opuščen leta 1950, ko je bila sprejeta odločitev, da ga ne bodo popravljali, ker je bil med drugo svetovno vojno poškodovan.
Leta 1917 je zvezna dežela Bavarska sprejela zakon, ki je pozival k oblikovanju velike plovne poti med Aschaffenburgom in Passauom z zmogljivostjo 1200 ton ladij, ki so jih uporabljali na Renu. 13. junija 1921 sta Bavarska in nemški rajh sklenila pogodbo za gradnjo kanala Majna–Donava (Main-Donau-Wasserstraße). Po tem načrtu je bil predviden povsem nov kanal, ki bi povezoval Majno in Donavo. Za izvedbo projekta je bila 30. decembra 1921 ustanovljena delniška družba (Rhein-Main-Donau AG, RMD-AG). Za financiranje vodne poti je dobila nadzor nad vodnimi viri Majne, Donave, Lecha, Altmühla in Regnitza.

## Izvedba
Prvi konkretni načrt za novo plovno pot je nastal leta 1938 za tako imenovano Mindorfersko linijo južno od Nürnberga. Že leta 1939 so se začela prva pripravljalna dela pri Thalmassingu v okrožju Roth. Po drugi svetovni vojni je bila ta pot opuščena. Leta 1962 je bil kanal Majne razširjen do Bamberga. Leta 1966 je bil dosežen dogovor (Duisburger Vertrag) med Bavarsko in Zvezno republiko Nemčijo za financiranje dokončanja projekta. Pogodbo so 16. septembra istega leta v Duisburgu podpisali zvezni minister za promet Hans-Christoph Seebohm, zvezni minister za finance Rolf Dahlgrün, bavarski premier Alfons Goppel in bavarski finančni minister Konrad Pöhner.
Zadnji odsek pri gradnji med Nürnbergom in Kelheimom je postal leta 1970 in 1980 politično sporen predvsem zaradi 34 km dolgega odseka skozi dolino Altmühl. 25. septembra 1992 je bil kanal končan. Od leta 1960 do leta 1992 je bilo vloženih približno 2,3 milijarde evrov. Skoraj 20 odstotkov je bilo namenjenih okoljevarstvenim projektom.

## Potek
Kilometer nič je ob izlivu reke Regnitz v Majno (Majna, km 384,07) v okrožju Bischberg Bamberg. Naprej kanal teče v strugi Regnitz. Vzporedno s kanalom na levi strani zahodna veja Regnitza prečka tudi središče Bamberga. Pri km 6,43 se kanal začasno loči od naravnega vodotoka. Med Neusesom ob  Regnitzu (km 22,07) in Hausnu pri Forchheimu (km 32,01) kanal zadnjič poteka po strugi Regnitz. 
Kanal Ren–Majna–Donava prečka Erlangen in Fürth, most Trogbrücke pri Rednitzu in doseže jugozahodni del mesta Nürnberg. V okrožju Eibach se obrne proti jugu vzporedno z zahodno dolino Rednitztal. V Rothu umetna vodna cesta zavije na jugovzhod. Po zapornici Hilpoltstein (km 99) in višinski razliki 175,1 metra sledi 17 km dolg odsek. Evropska razvodnica Ren–Donava je na 102 km in nadmorski višini 406 m. Tu je spomenik z imenom Scheitelhaltung, ki ga je zasnoval kipar Hannsjorg Voth.
Naslednje zapornice Bachhausen (km 116) v mestu Mulhouse (Zgornja Pfalška) vodijo znova navzdol v strugo reke Sulz skozi Berching proti jugu. Severno od Beilngriesa naredi kanal zavoj na vzhod. V Dietfurtu ob Altmuehlu (km 136,6) se sreča z reko Altmühl. Njegova struga je bila razširjena in deset stare zapornice nadomeščene z dvema novima. Kanalizirana reka Altmühl je zadnjega 34,18 kilometra kanal. Ta pripelje do 170,78 km v Kelheim v Donavo (Donavski km 2411,54). Skozi zapornice premaga 67,8 metra višinske razlike od vrha do tu.

## Velikost
Prečni prerez kanala je običajno trapezen z 31 metrov širine na dnu, 55 metrov širine na vodni gladini, 4 m je globina vode in brežino z naklonom 1:3. Na nekaterih odsekih ima pravokoten profil, na primer v Nürnbergu, širina pri dnu je 41,45 m in na gladini 43,10 m. Naklon brežine je 5:1. Globina je  4,25 m in 4,00 m. Dolžina kanala je 171 km; na vrhu – med zapornicama Hilpoltstein in Bachhausen – poteka na nadmorski višini 406 m. To je najvišja točka na Zemlji, ki je trenutno dosežena s plovili iz morja.

### Ladje v kanalu
Kanal je plovna pot razreda V b. Za razsuti tovor imajo tovorne ladje največjo dolžino 110 m, širino 11,40 m in ugrez 2,7 m. Največje registrirano vozilo je vlačilec, dolg 185 m in širok 11,45 m. Plovila, dolga do 135 m in široka 11,40 m,  vozijo s posebnim dovoljenjem. Največja višina tovora ne sme presegati 6,0 m.

## Zapornice
Kanal poteka prek 16 zapornic z dvižno višino do 25 metrov. Upravljajo jih iz štirih centrov z daljinskim krmiljenjem (Neuses od leta 2007, Kriegenbrunn, Hilpoltstein in Dietfurt od začetka leta 2007). Ti centri imajo enega delavca v nočni izmeni in dva v dnevni izmeni. Zapornice so bile posodobljene med letoma 2001 in 2007. Zastarelo reletehnologijo so nadomestili z računalniki in PLC. Strošek je približno 1,3 milijona $ za zapornico.
Nivo vode se vzdržuje s črpanjem vode iz kanala na odsekih spodaj; nekaj vode odteče na vrhu v lokalne naravne vire.
Za ohranjanje vode je namenjenih 13 zapornic, ki delujejo tako, da najprej načrpajo zgornjo tretjino, nato srednjo tretjino vode zaprejo v stranske tanke med ciklom navzdol. Pri ciklu navzgor, rezervoarji dopolnijo najprej spodnjo tretjino in nato srednjo tretjino prostornine zapornice.  Preostalo tretjino napajajo z vodo iz zgornje stopnje kanala. Lokacije zapornic:
49°54′28″N 10°51′22″E / 49.90785°N 10.85608°E
49°52′50″N 10°54′29″E / 49.88067°N 10.90796°E
49°50′18″N 10°57′22″E / 49.83847°N 10.95619°E
49°44′41″N 11°02′51″E / 49.74461°N 11.04753°E
49°41′10″N 11°02′20″E / 49.68601°N 11.03893°E
49°37′25″N 10°58′49″E / 49.62371°N 10.98035°E
49°33′23″N 10°58′12″E / 49.55640°N 10.97002°E
49°24′56″N 11°03′25″E / 49.41557°N 11.05696°E
49°23′30″N 11°03′52″E / 49.39177°N 11.06448°E
49°23′08″N 11°03′52″E / 49.38559°N 11.06440°E
49°17′31″N 11°06′42″E / 49.29206°N 11.11177°E
49°12′40″N 11°10′35″E / 49.21103°N 11.17646°E
49°11′40″N 11°13′30″E / 49.19453°N 11.22501°E
49°09′07″N 11°26′11″E / 49.15195°N 11.43652°E
49°05′28″N 11°26′38″E / 49.09100°N 11.44397°E
49°01′57″N 11°33′41″E / 49.03263°N 11.56133°E
48°58′29″N 11°41′16″E / 48.97482°N 11.68766°E
48°55′27″N 11°51′05″E / 48.92418°N 11.85145°E
48°54′37″N 11°54′16″E / 48.91034°N 11.90454°E

## Mostovi
Kanal Ren–Majna–Donava prečka 115 mostov, vsi so brez vmesne podpore. Njihov spodnji rob je najmanj šest metrov nad vodno gladino. Med drugim kanal prečkajo avtoceste A3, A6, A9 in zvezne ceste 2, 8, 14, 22, 299 in 470. Železniški mostovi prek kanala so na glavnih progah Nürnberg–Würzburg, Fürth–Cadolzburg, Nürnberg–Crailsheim, Nürnberg–Augsburg in  železnica visoke hitrosti Nürnberg–München. 
Mostovi so preproste funkcionalne konstrukcije iz 1960-ih in 1970-ih in sodobnejši.

## Gospodarski pomen
Napovedi gostote tovornega prometa so različne, iz njih izhaja razmerje med koristmi in stroški. Leta 1981 je zvezni minister za promet predpostavljal le 2,7 milijona ton prometa letno in razmerje med koristmi in stroški za 0,52:1. Eden od zagovornikov naročnika študije (Ifo-Institut München) je napovedoval 5,5 milijona ton letno. Leta 2004 je bil obseg mešanega prometa 5,9 milijona ton in skupen promet 6,9 milijona ton.
Potek načrtovane razširitve poti po Donavi med Passauom in Kelheimom je še vedno sporen. Zagovorniki trdijo, da bo struktura stroškov celinske plovbe zahtevala večje ladje, tako da bodo potrebni večje zapornice, globlji kanali in varna najmanjša globina vode. Nasprotniki trdijo, da bo onesnaženje okolja preveliko in da se promet zmanjšuje.

## Vpliv na okolje
Gradnja kanalov je ekološko problematična. Kanal Majna–Donava omogoča živalim, da prehajajo iz zahodne v vzhodno Evropo ali nasprotno. To so tako imenovane invazivne vrste, ki pogosto povzročajo težave v ekosistemu v novem okolju: konkurenca avtohtonim vrstam, pomanjkanje plenilcev itd. Morda  pa bodo te sprejete v obstoječi ekosistem in bo njihova uvedba obogatila avtohtone prostoživeče živali.
Da bi ohranili plovnost vodne gladine v dolini Majne, Regnitza in Rednitza, je treba vodo preusmeriti prek kanala Altmühlüberleiter in predora iz zgornjega Altmühla do rezervoarjev Brombachsee prek evropske razvodnice med povodjem Donave in Rena.
Po drugi strani pa kanal prevaja promet, ki bi sicer zahteval 250.000 tovornjakov vsako leto ali 3000 tovornih vlakov na nemškem železniškem omrežju.

### Živalske vrste, ki so dosegle zahodno Evropo po Donavi prek kanala Majna–Donava
Do zdaj se je po Donavi do Majne, Renu in Bodenskem jezeru razširilo okoli 20 vrst nevretenčarjev in številne ribe. Seznam nekaterih živali:
- ribe:
  - psevdorazbora (Pseudorazbora parva)
  - ogrica (Vimba vimba)
  - beloka orada (Ballerus sapa)
  - Proterorhinus semilunaris
  - bolen (Aspius aspius)
- postranice
  - Dikerogammarus villosus
  - Corophium curvispinum

### Živalske vrste, ki so dosegle Donavo po Renu
Ta izmenjava deluje tudi v nasprotni smeri, na primer azijske školjke (Corbicula fluminea) in sladkovodne kozice Atyaephyra desmaresti. Novembra 2002 so v avstrijski Donavi prvič opazili kitajsko palčno rakovico (Eriocheir sinensis). Ta rak je povzročil že velike težave na Nizozemskem in v Združenih državah Amerike.

## Eksplozija jezu leta 1979
Gradbena dela so bila prekinjena 26. marca 1979 zaradi hude nesreče v okrožju Nürnberg v Katzwangu. Porušil se je jez na odseku Eibach–Schwanstetten, ki je bil še vedno v gradnji, vendar že poplavljen. Približno 350.000 kubičnih metrov vode je  steklo prek 15 metrov široke luknje in poplavilo velik del starega Katzwanga.
Sila vode je bila tako velika, da je izkopala 10 metrov širok krater in odnesla avtomobile, ljudi in hiše. Med reševalno akcijo je umrla 12-letna deklica. Škoda je znašala približno 12 milijonov evrov.
Po nesreči je bila celotna linija kanala preverjena, da bi ugotovili pomanjkljivosti, in popravljena na kritičnih točkah.

## Triatlon
Triatlon Challenge Roth (Izziv Roth) je vsako leto julija. Vključuje 3,8 km plavanja v kanalu Majna–Donava pri Hilpoltsteinu. Kanal je med dirko zaprt za ladijski promet. Nato je treba prekolesariti 180 km in teči približno 42,2 kilometra vzdolž kanala med Hilpoltsteinom do zapornice Leerstettenom. Prvič je bil leta 2002.